# Van Plettenberg
Van Plettenberg is een geslacht waarvan leden sinds 1814 behoren tot de Nederlandse adel en dat in 1929 uitstierf.

## Geschiedenis
De stamreeks begint met de kapitein in Statendienst Willem van Plettenberg die omstreeks 1540 werd geboren en voor 23 februari 1611 overleed. Ook zijn nageslacht werd militair officier tot begin 19e eeuw. In 1661 werd een achterkleinzoon van de stamvader, Hans Willem van Plettenberg (1646-1698), verheven tot des H.R.Rijksbaron. Bij Souverein Besluit van 22 oktober 1814 (nº 101 en 23 Dec. 1825 n° 122) werd Jkhr. Alexander Coenraad van Plettenberg, erkend als edele van Friesland, in 1825 benoemd in de ridderschap, samen met nog twee familieleden verheven tot de titel van baron, en in 1848 werd bepaald dat die eerdere besluiten geacht te zijn genomen met homologatie van de titel van baron. In 1929 stierf het geslacht uit.